# Sarah Saxx

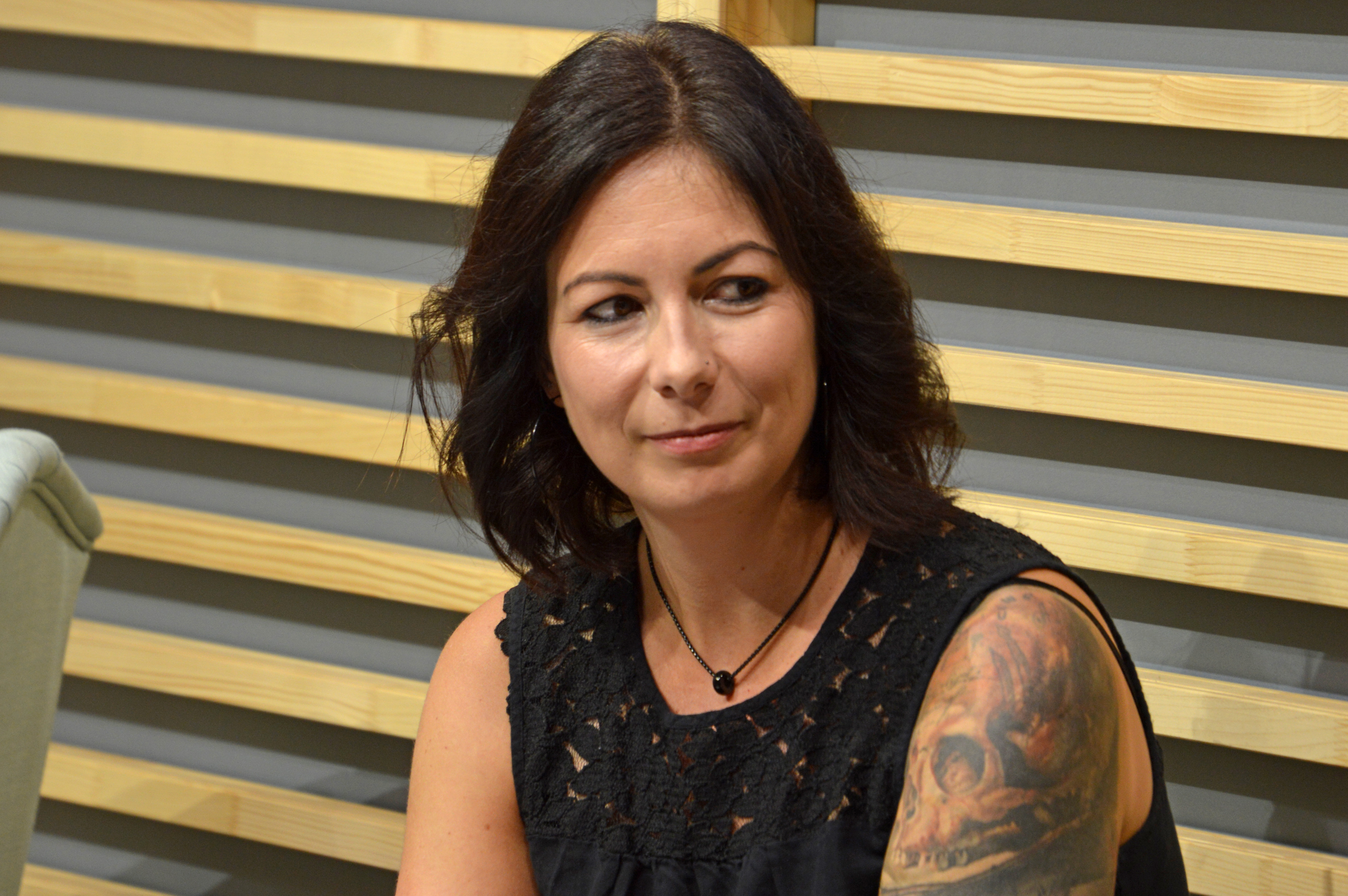
Sarah Saxx auf der Frankfurter Buchmesse 2023

Sarah Saxx ist das Pseudonym der österreichischen Schriftstellerin Alexandra Zwölfer (* 1982), die Liebes- beziehungsweise New-Adult-Romane schreibt und mit ihrem selbstpublizierten Debütroman Auf Umwegen ins Herz bekannt wurde.

## Leben
Saxx ist Grafikerin, hat mehrere Kinder und lebt mit ihrer Familie in Bad Zell in Oberösterreich.

## Literarisches Wirken
Saxx veröffentlichte ihren ersten Roman Auf Umwegen ins Herz der Buchreihe Auf Umwegen im Oktober 2013 im Eigenverlag auf Amazon, der sich kurz nach Erscheinen an die Spitze der Kindle-Hitliste im deutschsprachigen Raum setzen konnte. Ihren ersten Verlagstitel konnte Saxx 2014 über das Imprint-Label der Münchner Verlagsgruppe Lago mit dem Titel Mit Verzögerung ins Glück veröffentlichen. Im Januar 2016 schrieb Bernhard Leitner von den Oberösterreichischen Nachrichten, dass Saxx „zu den erfolgreichsten deutschsprachigen Autorinnen auf dem digitalen Buchmarkt zählt“. Im Eigenverlag folgten regelmäßig bis 2021 bis zu 32 Titel in acht Reihen. 2021 erschienen zwei Bände der Sport-Romance-Reihe Supercross Love und der Roman My Christmas Wish im Lago Verlag. Inzwischen veröffentlicht sie auch für den Ravensburger Verlag und bei Piper.

## Werke (Auswahl)
- Auf Umwegen ins Herz. (Auf Umwegen 1) Eigenverlag, Bad Zell 2013, ISBN 978-3-9503665-1-8
- Auf Irrwegen zu Dir. (Auf Umwegen 3)[10] Eigenverlag, Books on Demand, Norderstedt 2016, ISBN 978-3-8370-8595-2
- Mit Verzögerung ins Glück. Lago Verlag, München 2014, ISBN 978-3-95761-012-6
- Threesome – wo die Liebe hinfällt. Romance Edition, Niklasdorf 2015, ISBN 978-3-902972-66-8
- Das Licht in meiner Dämmerung. Books in Demand, Norderstedt 2019, ISBN 978-3-7481-8125-5
- Speed me up. (Supercross Love 1) Lago Verlag, München 2021, ISBN 978-3-95761-197-0
- Speed my heart. (Supercross Love 2) Lago Verlag, München 2021, ISBN 978-3-95761-199-4
- My Christmas Wish. Lago Verlag, München 2021, ISBN 978-3-95761-208-3
- Everything I Feel For You. Piper, München 2024, ISBN 978-3-492-06527-6